# فانتشيترا
فانتشيترا (بالإنجليزية: Vanchitra)‏ هي منطقة سكنية تقع في الهند في كيرلا.